# Evolução dos répteis

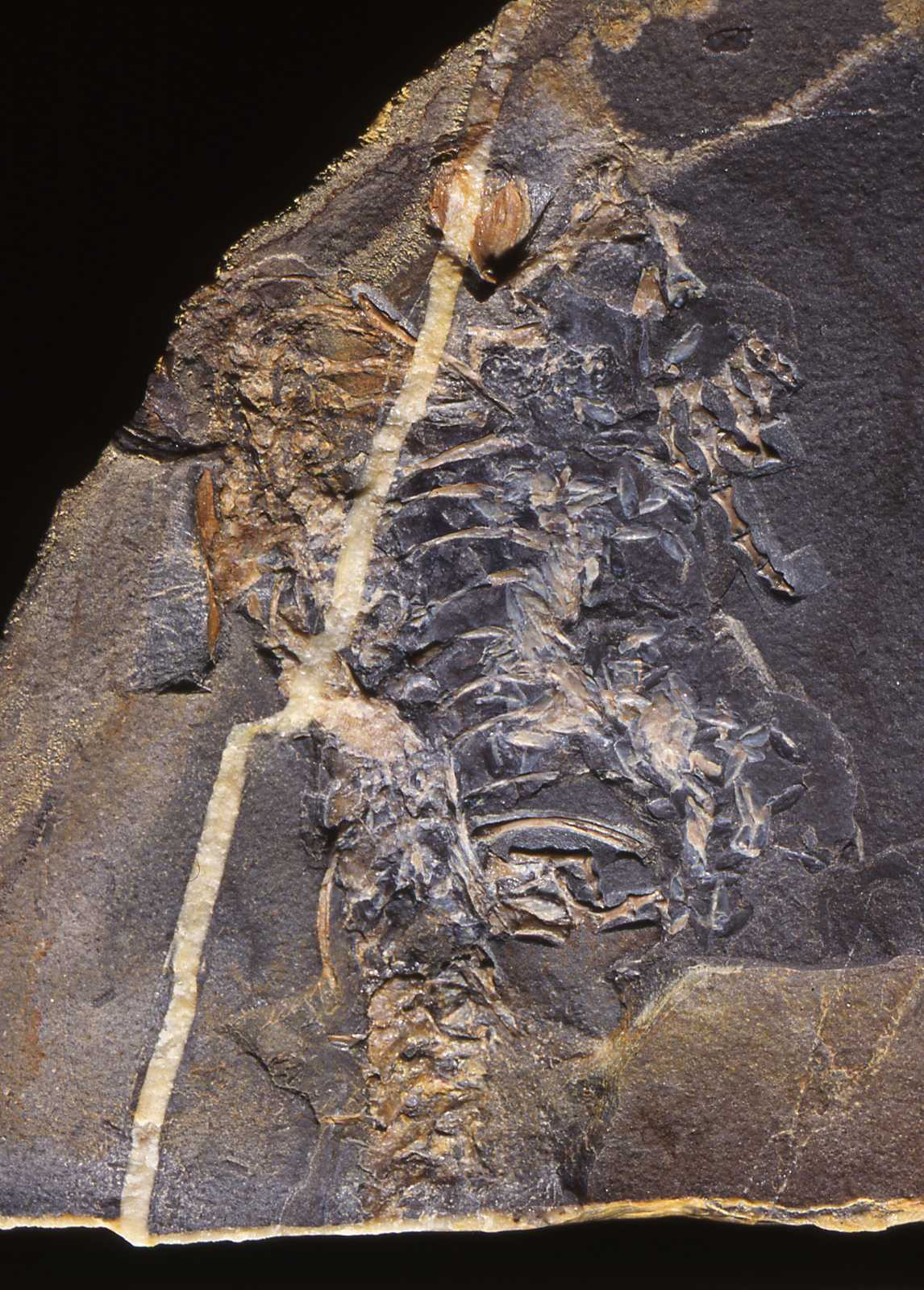
Um fóssil de Casineria, talvez o mais antigo amniota.

Répteis surgiram há cerca de 310–320 milhões de anos durante o Carbonífero. No sentido tradicional do termo, répteis são animais com escamas ou escutelo, põem ovos de casca dura em terra, e possuem metabolismo ectotérmico. Assim definido, o grupo é parafilético, excluindo animais endotérmicos como aves ou mamíferos que descendem de répteis primitivos. Uma definição de acordo com nomenclatura filogenética, que rejeita grupos parafiléticos, inclui aves ao mesmo tempo que exclui mamíferos, e os seus ancestrais répteis semelhantes a mamíferos. Assim definido, Reptilia é idêntica a Sauropsida.
Apesar de poucos répteis serem predadores de topo, muitos o foram no passado. Os répteis têm uma história evolutiva extremamente diversificada que levou a sucessos biológicos, tais como dinossauros, pterossauros, plesiossauros, mosassauros e ictiossauros.

## Primeiros répteis

### Saída da água

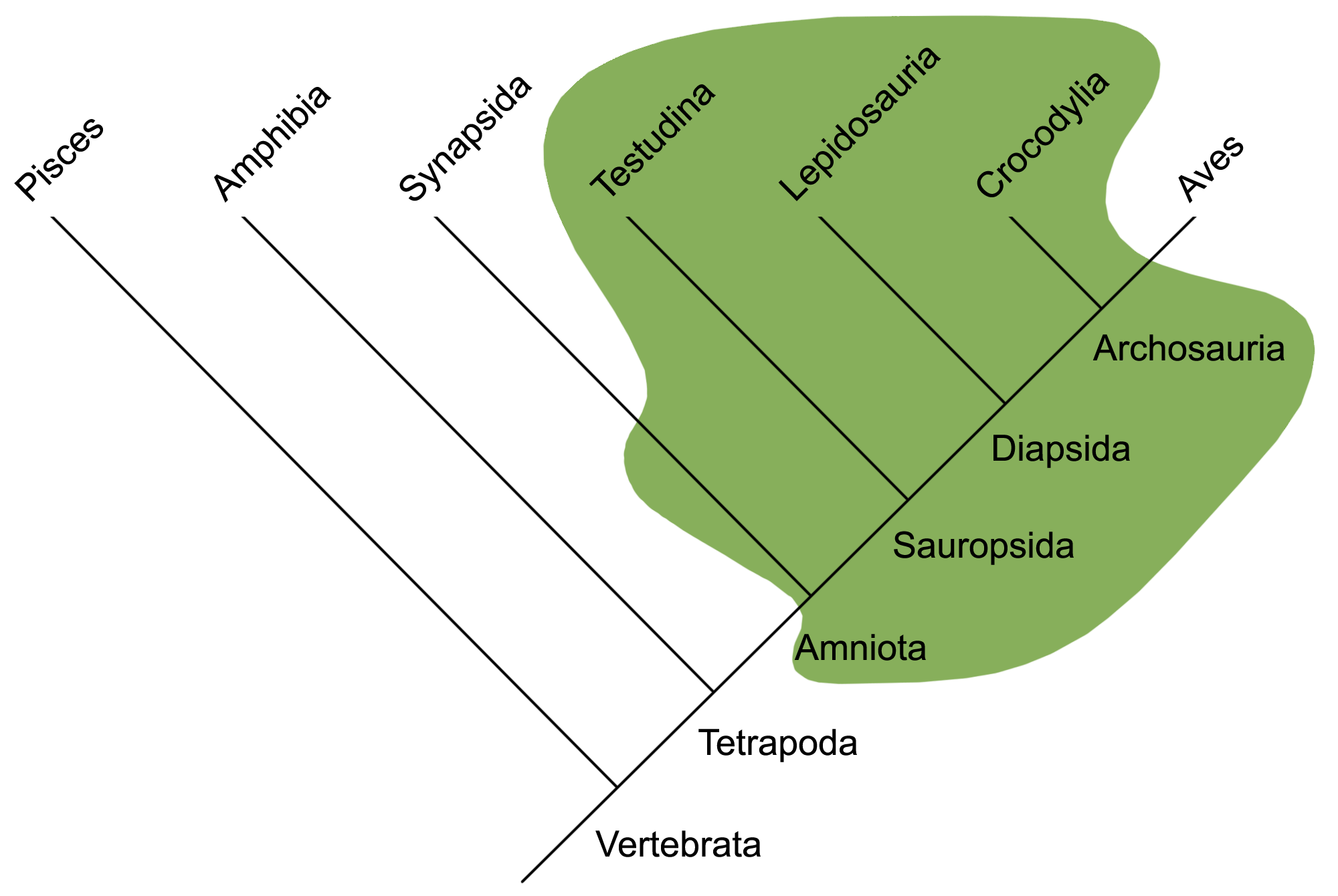
Répteis no sentido tradicional (mancha verde) são um grupo parafilético composto por todos os amniotas não-avianos e não-mamíferos

Répteis surgiram primeiramente a partir de anfíbios em pântanos do Carbonífero tardio. Um aumento da pressão evolutiva e a existência de vasto número de nichos intocados em terra levou a mudanças evolutivas em anfíbios que se tornaram cada vez mais baseados na terra. A selecção ambiental favoreceu o desenvolvimento de certas características, tais como uma estrutura esquelética mais robusta, músculos, e mais camadas protectoras (escamas) que se tornaram mais favoráveis. A evolução de pulmões e pernas são os principais degraus de transição para os répteis, mas o desenvolvimento de ovos externos de casca dura, em substituição de ovos de anfíbios com dependência da água é a característica definidora da classe Reptilia e é o que permitiu que estes anfíbios deixassem completamente a água. Uma outra diferença substancial dos anfíbios é o maior tamanho do cérebro, especificamente do cerebrum e do cerebelo. Apesar de terem um tamanho do cérebro pequeno comparado com aves e mamíferos, estes melhoramentos foram vitais para as estratégias de caça dos répteis. O aumento do tamanho nestas duas regiões permitiram um aumento na coordenação motora e no desenvolvimento sensorial dos répteis.

### Répteis primitivos

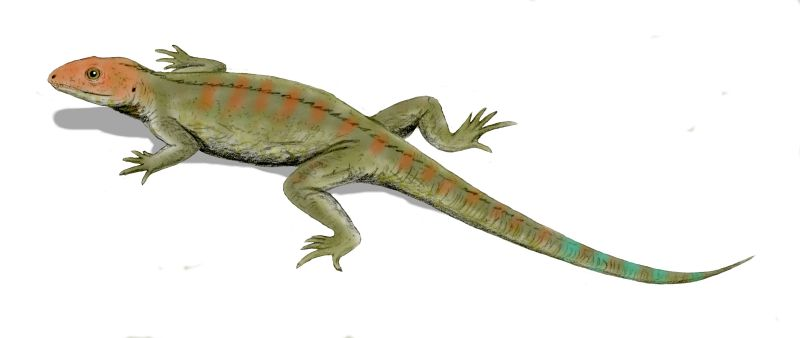
Hylonomus

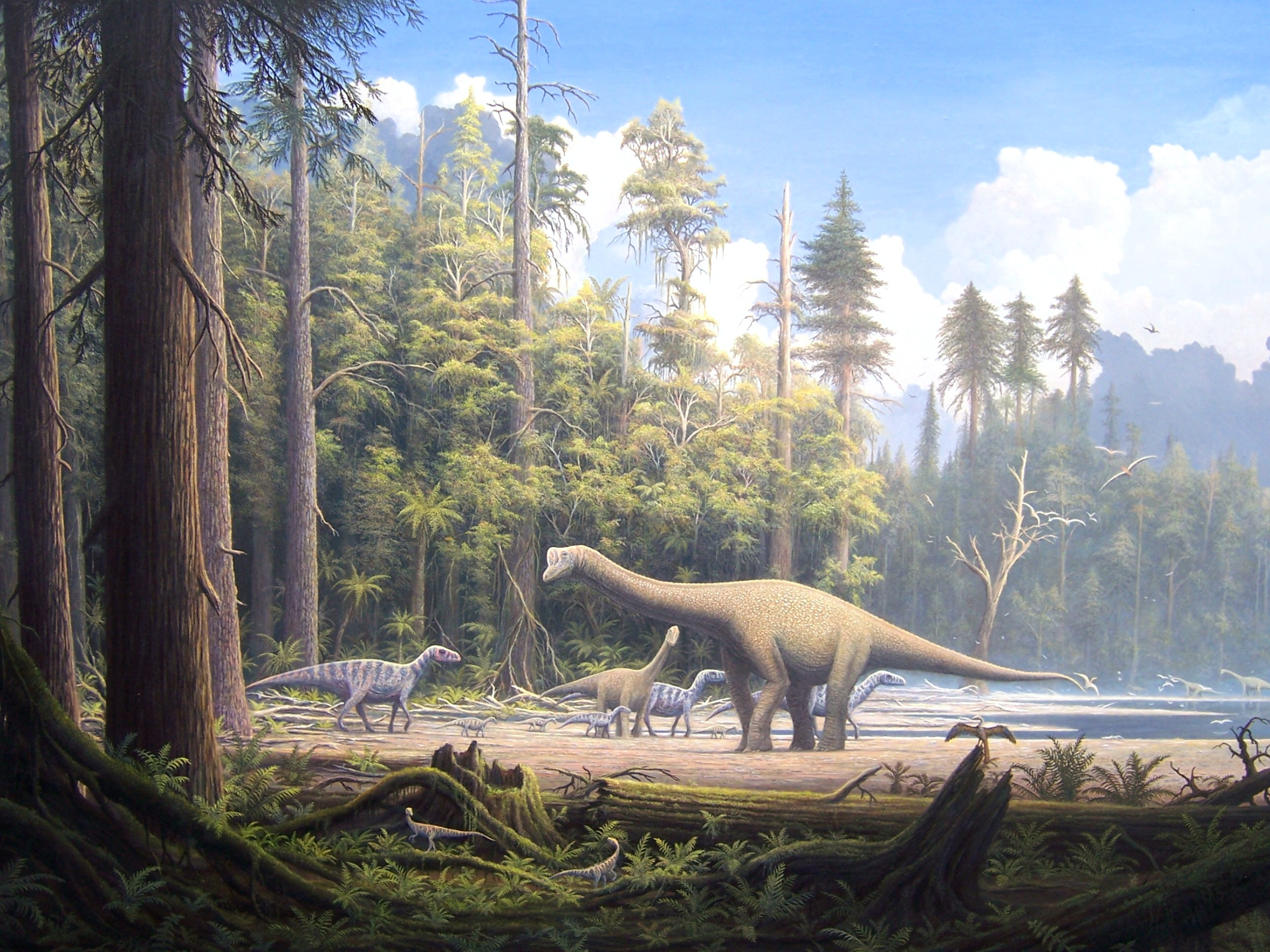
Cena mesozóica com megafauna reptiliana típica: os dinossauros Europasaurus holgeri e Iguanodon, e a ave ancestral Archaeopteryx no tronco de árvore em primeiro plano.

A origem dos répteis ocorreu entre 320 e 310 milhões de anos atrás, nos pântanos do Carbonífero tardio, quando os primeiros répteis evoluíram a partir de reptiliomorfos labirintodontes avançados.